# Carlos Cousiño
Carlos Roberto Cousiño Goyenechea (Santiago, 9 de abril de 1859 - Niza, 2 de mayo de 1931) fue un aristócrata, industrial y filántropo chileno, precursor de la industria del carbón en Chile. 
Fue hijo de Luis Cousiño e Isidora Goyenechea y fue parte de una las familias más reconocidas del desarrollo de la ciudad de Lota, en la Región del Biobío.

## Biografía
Recibió educación en casa. Siendo muy joven, a los 6 años de edad, sus padres lo llevaron a Europa para que allá se formara y estudiara. Regresó a Chile después de estudiar en Alemania, Gran Bretaña y Francia.
Contaba con 14 años de edad cuando falleció su padre por lo que su madre doña Isidora se hizo cargo de la dirección de las grandes faenas industriales. A los 21 años ya estaba incorporado a la gran industria en forma muy activa y eficiente.
Apoyado por su madre funda en Lota, en 1881, la primera fábrica de vidrios del país que se dedicó a la de envases por 20 años con materia prima y combustibles de la región. Empresa que sería la base de la que sería después la compañía de Cervecerías Unidas. 
En su afán de hacer progresar a la zona minera dota, en 1881, de agua potable a Lota alto, que pasaría a ser una de las primeras ciudades del país en gozar de este vital elemento. 
También en ese mismo año da inicio a las plantaciones forestales en los cerros que rodean Lota, que constituye hoy fuente de trabajo y riqueza para el país. Lo que fue considerado en esa época como los bosques artificiales más grandes y valiosos de Sudamérica.
Factor de gran progreso fue la construcción, en 1888, del ferrocarril a Curanilahue lo que permitió la conexión de Lota a Concepción. En esa misma época se llevan a término las obras de ornato y trazado de los jardines, espejos de agua y avenidas del hermoso parque de Lota.
Otra de las obras de Carlos Cousiño, ya en plena dirección de la empresa, fue la instalación en 1897, de la primera planta hidroeléctrica que tuvo el país, en Chivilingo a diez kilómetros de Lota para dotar de energía a a los trabajos de las minas, a las plantas industriales y a la naciente ciudad. Planta que fue diseñada por Thomas Alva Edison considerado por aquellos tiempos como el mago de la electricidad. También en aquel tiempo lo que había comenzado como un grupo de pequeños barcos creció y pasó a ser una verdadera flota, con la cual se transportaba y surtía de carbón a todo el litoral. En 1905 la Compañía Explotadora de Lota y Coronel se transformó en la Compañía de Lota y Coronel, con mayor capital, y continuó hasta 1921, siendo su presidente Carlos Cousiño. Durante dicho periodo se modernizo la industria. Su sencillez, su espíritu contrario a todo lo espectacular y trivial lo mantuvo retraído de las luchas políticas, en que no siempre es la razón la que impera. Fue todo lo contrario de un caudillo. Fue un hombre de empresa. A los discursos, prefería la acción; a las promesas, los hechos; a las ilusiones, la realidad. Su capacidad, su cultura variada y amplia, su conocimiento de los hombres, su fortuna, su íntima amistad con hombres públicos, como el presidente, Pedro Montt, por ejemplo, pudieron haberlo elevado a todas las jerarquías de la vida política. Pudo haber sido diputado, senador o ministro. Prefirió ser un dirigente industrial. Una sola vez, y ante reiteradas insistencias, y guiado por su amor a su ciudad natal, aceptó un cargo público: el de regidor por Santiago. 
Pero fue un edil que, sin participar jamás en cuestiones administrativas ni en maquinaciones de grupos, dedicó todo su tiempo a obras efectivas; al hermoseamiento de la capital, al arreglo de sus calles, a la formación y embellecimiento de sus jardines. Sus viajes al extranjero lo capacitaron especialmente para todo tipo de innovaciones urbanísticas. La modernización de los barrios obreros fue para la tarea preferente. 

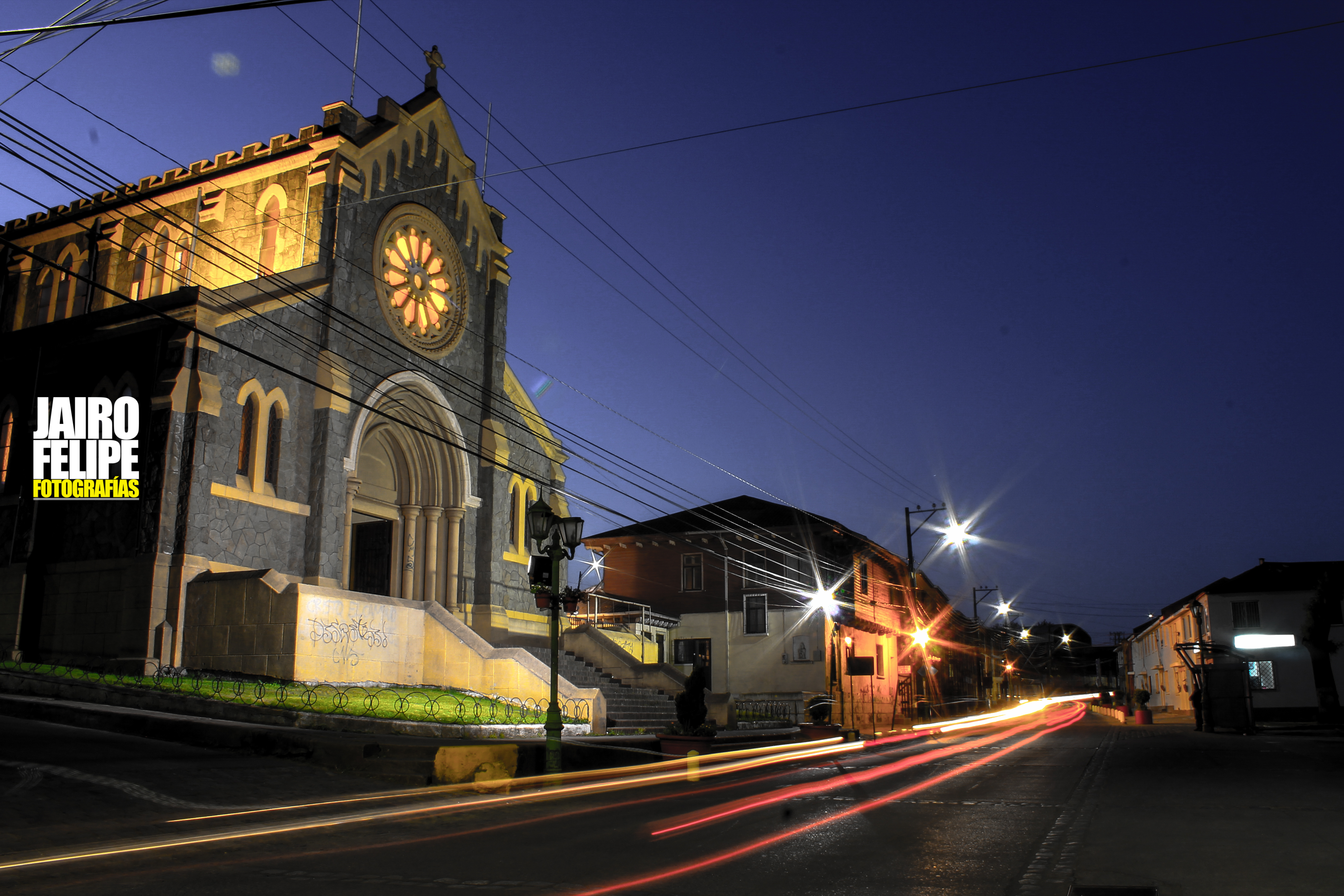
Lota Alto

En el trazado de la ciudad de Lota Alto influyo mucho su espíritu, ya que logró, junto a la misma industria, levantar una urbe moderna, grata y confortable para solaz del trabajador después de su diaria y pesada jornada. Ahí están pregonando su acción, ahí están los bosques gigantescos, los jardines, las plazas y los demás centros de esparcimiento surgidos o fomentados con su incansable iniciativa. El poderío económico y la belleza natural forman allí un solo fin. 
Después de una de sus constantes y periódicas visitas a la patria que tanto amaba, a su familia, y a la industria, para la que se mantuvo soltero, era la hija de su espíritu, el gran amor de su corazón y el mayor afán de sus jornadas, volvió a Europa a principios de 1931, y al comienzo de la primavera fue a pasar algunos días en Niza, en busca del tonificante clima de la Costa Azul. Pero allí lo sorprendió una enfermedad mortal, una bronconeumonía, que no pudieron soportar sus 72 años. Lejos de la patria, pero con la pasión encendida por su progreso y bienestar, cerraba sus ojos para siempre el 2 de mayo de 1931, fallecía siendo presidente de la Compañía Minera e Industrial de Chile.

## Homenajes y distinciones
- En Lota con su nombre se denomina un Liceo "Liceo Carlos Cousiño Goyenechea"
- En Lota existe en su honor una avenida que lleva su nombre.[2]
- En Valparaíso con su nombre se denomina un colegio.[3]